# Patriarchi greco-ortodossi di Alessandria
Questa pagina contiene tutti i patriarchi riconosciuti dal patriarcato greco-ortodosso di Alessandria. Il capo di questa chiesa ha il titolo di Papa e Patriarca di Alessandria e di tutta l'Africa.

## Patriarchi di Alessandria prima del Concilio di Calcedonia
1. Marco (42–62) - fondatore
2. Aniano (62–84)
3. Avilio (84–98)
4. Cerdone (98–109)
5. Primo (109–121)
6. Giusto (121–131)
7. Eumene (131–143)
8. Marco II (143–154)
9. Celadio (154–167)
10. Agrippino (167–180)
11. Giuliano (180–189)
12. Demetrio (189–231)
13. Eraclio (231–248)
14. Dionisio (248–264)
15. Massimo (265–282)
16. Teona (282–300)
17. Pietro I (300–311)
18. Achilla (312–313)
19. Alessandro I (313–328)
20. Atanasio I (328–373)
Gregorio (ariano; 339–346)
21. Pietro II (373–380)
Lucio (ariano; 373–377)
22. Timoteo I (380–385)
23. Teofilo I (385–412)
24. Cirillo I (412–444)
25. Dioscoro I (444–451)

## Patriarchi greco-ortodossi di Alessandria dopo il Concilio di Calcedonia
1. Proterio (451-457)
2. Timoteo II (457-460)
3. Timoteo III (460-482)
4. Giovanni I Talaia (482)
5. Pietro III (482-489)
6. Atanasio II (489-496)
7. Giovanni II (496-505)
8. Giovanni III (505-516)
9. Dioscoro II (516-517)
10. Timoteo IV (517-535)
11. Teodosio I (535-536)
12. Gaiano (536 - 537)
13. Paolo (537-540)
14. Zoilo (540-551)
15. Apollinare (551-569)
16. Giovanni IV (569-579)
sede vacante (579-581)
17. Eulogio I (581-608)
18. Teodoro I (608-610)
19. Giovanni V Elemosiniere (610-621)
20. Giorgio I (621-630)
21. Ciro (631-641)
sede vacante (641-642)
22. Pietro IV (642-651)
23. Pietro V (?)
24. Pietro VI (?)
Teofilattono (?)
Onopsus (?)
25. Cosma I (727-768)
26. Poliziano (768-813)
27. Eustazio (813-817)
28. Cristoforo I (817-841)
29. Sofronio I (841-860)
30. Michele I (860-870)
31. Michele II (870-903)
sede vacante (903-907)
32. Cristodulo (907-933)
33. Eutichio (933-940)
34. Sofronio II (941)
35. Isacco (941-954)
36. Giobbe (954-960)
sede vacante (960-963)
37. Elia I (963-1000)
38. Arsenio (1000-1010)
39. Teofilo II (1010-1020)
40. Giorgio II (1021-1052)
41. Leonzio (1052-1059)
42. Alessandro II (1059-1062)
43. Giovanni VI (1062-1100)
Eulogio II (coadiutore?)
44. Cirillo II (1100-?)
45. Sabba (1117-?)
Teodosio II (coadiutore?)
46. Sofronio III (1137-1171)
47. Elia II (1171-1175)
48. Eleuterio (1175-1180)
49. Marco III (1180-1209)
50. Nicola I (1210-1243)
51. Gregorio I (1243-1263)
52. Nicola II (1263-1276)
53. Atanasio III (1276-1316)
54. Gregorio II (1316-1354)
55. Gregorio III (1354-1366)
56. Nifone (1366-1385)
57. Marco IV (1385-1389)
58. Nicola III (1389-1398)
59. Gregorio IV (1398-1412)
60. Nicola IV (1412-1417)
61. Atanasio IV (1417-1425)
62. Marco V (1425-1435)
63. Filoteo (1435-1459)
64. Marco VI (1459-1484)
65. Gregorio V (1484-1486)
66. Gioacchino (1487-1567)
sede vacante (1567-1569)
67. Silvestro (1569-1590)
68. Melezio I (1590-1601)
69. Cirillo III (1601-1620)
70. Gerasimo I (1620-1636)
71. Metrofane (1636-1639)
72. Niceforo (1639-1645)
73. Joannicius (1645-1657)
74. Paisio (1657-1678)
75. Partenio I (1678-1688)
76. Gerasimo II (1688-1710)
77. Samuele (1710-1723)
78. Cosma II (1723-1736)
79. Cosma III (1737-1746)
80. Matteo (1746-1766)
81. Cipriano (1766-1783)
82. Gerasimo III (1783-1788)
83. Partenio II (1788-1805)
84. Teofilo III (1805-1825)
85. Ieroteo I (1825-1845)
86. Artemio (1845-1847)
87. Ieroteo II (1847-1858)
88. Callinico (1858-1861)
89. Giacomo (1861-1865)
90. Nicanore (1866-1869)
91. Sofronio IV (1870-1899)
92. Fozio (1900-1925)
93. Melezio II (1926-1935)
94. Nicola V (1936-1939)
95. Cristoforo II (1939-1967)
sede vacante (1967-1968)
96. Nicola VI (1968-1986)
97. Partenio III (1987-1996)
98. Pietro VII (1997-2004)
99. Teodoro II (2004-oggi)